# Gubernia de São Petersburgo
O Gubernia de São Petersburgo (em russo:  Санкт-Петербу́ргская губе́рния, Sankt-Peterburgskaia gubernia), ou Governo de São Petersburgo, foi uma divisão administrativa (um gubernia) do Czarado da Rússia, do Império Russo, e da República Socialista Federativa Soviética da Rússia, que existiu durante 1708-1927. Essa divisão administrativa então reorganizada no atual Oblast de Leningrado. 

## Origens

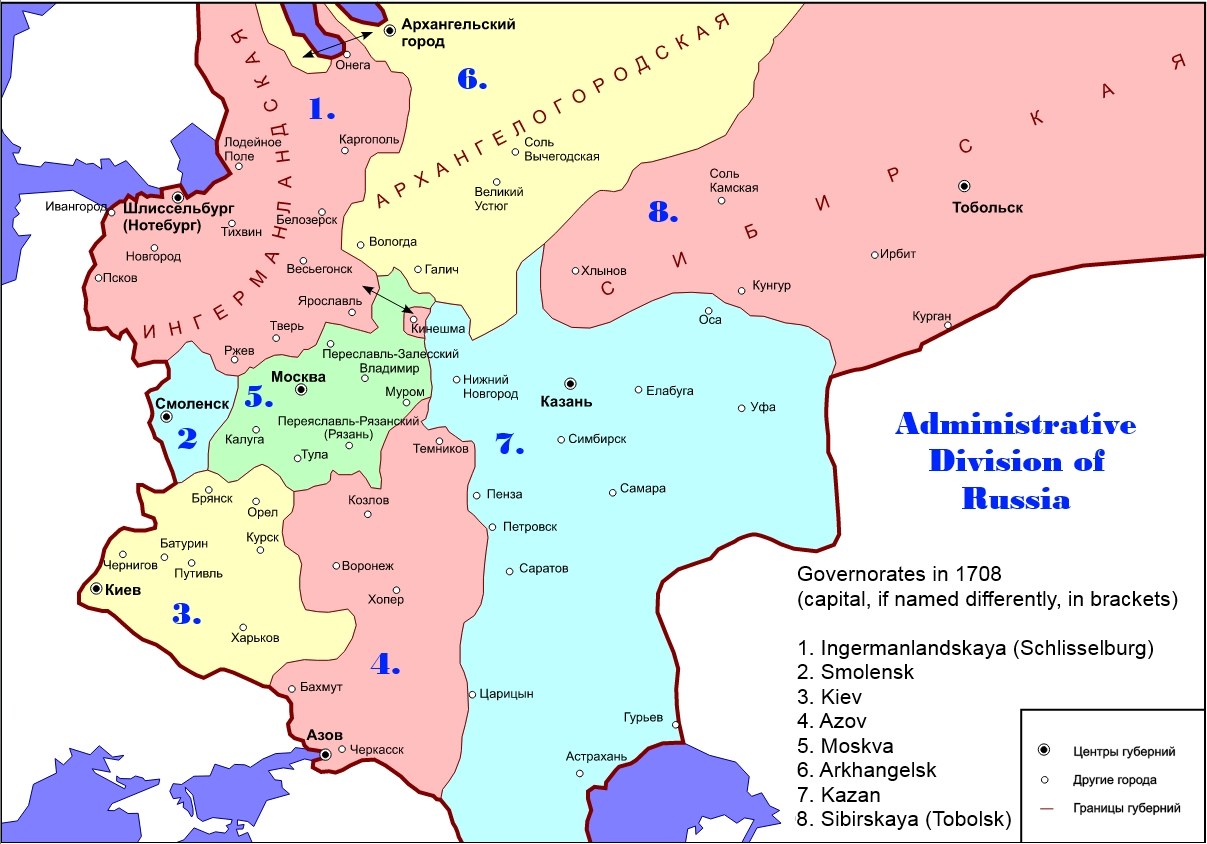
Gubernias do Império Russo em 1708

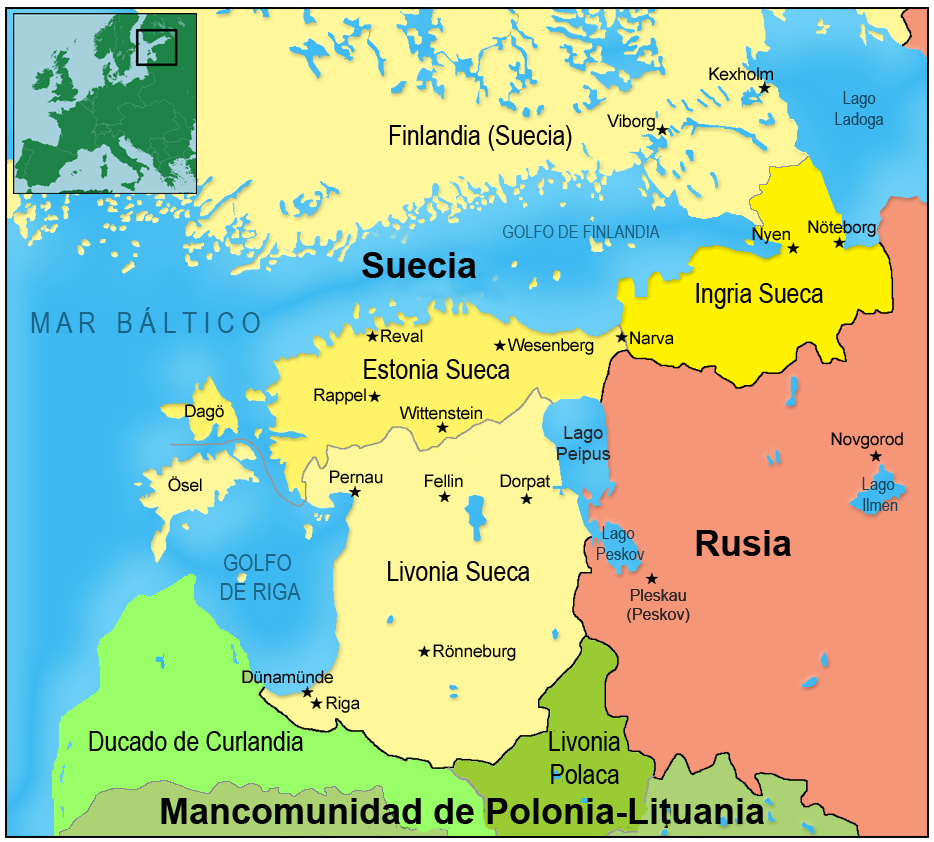
Expansão territorial da Suécia mostrando a Ingria sueca (1613-1656, 1658-1708) posteriormente recapturada pela Rússia e incorporada ao Gubernia de São Petersburgo.

O Gubernia de Ingermanland (Ингерманла́ндская губе́рния, Ingermanlandskaia gubernia) foi criado a partir dos territórios reconquistados do Império Sueco na Grande Guerra do Norte. Em 1704, o príncipe Alexandre Menchikov foi nomeado primeiro governador e, em 1706, foi a primeira região russa designada como gubernia. De acordo com o decreto do Czar Pedro, o Grande, de dezembro de 1708, toda a Rússia foi dividida em oito gubernias. No mesmo ano, o Gubernia de Ingermanland foi ampliado para abranger as regiões de Pskov, Novgorod e outras cidades da Rússia Ocidental. Como no resto dos gubenias, nem as fronteiras nem as subdivisões internas do Gubernia de Ingermanland foram definidas; em vez disso, o território foi definido como um conjunto de cidades e as terras adjacentes a essas cidades. 

## Estabelecimento e evolução
Por outro decreto em de 3 de junho de 1710, o Gubernia de Ingermanland foi renomeado Gubernia de São Petersburgo, após a recém-fundada cidade de São Petersburgo, e em 1721 o antigo ducado sueco da Ingria, e partes do condado de Kexholm e dos condados de Viborg e Nislott, foram formalmente cedidos à Rússia pelo Tratado de Nistad. Após o Tratado de Åbo em 1743, as partes de Kexholm e Viborg juntaram-se, com novos ganhos territoriais da Suécia, no Gubernia de Viburgo (em russo:  Выборгская губерния). 
Em 18 de agosto a divisão administrativa foi nomeada Gubernia de Petrogrado, e, em 26 de janeiro de 1924, Gubernia de Leningrado. Abolido em 1 agosto de 1927, quando foi criado o moderno Oblast de Leningrado. 
| #  | Cidade          | #  | Cidade                     | #   | Cidade                   |
| -- | --------------- | -- | -------------------------- | --- | ------------------------ |
| 1  | São Petersburgo | 12 | Narva                      | 23  | Staraia Rusa             |
| 2  | Beloozero       | 13 | Olonets                    | 24  | Toropets                 |
| 3  | Bejetskoi Verkh | 14 | Opochek                    | 25  | Torjok                   |
| 4  | Derptskoi uiezd | 15 | Ostrov                     | 26  | Tver                     |
| 5  | Gdov            | 16 | Porkhov                    | 27  | Uglich                   |
| 6  | Izborsk         | 17 | Poshekhonie                | 28. | Ustiujna Jeleznopolskaia |
| 7  | Kargopol        | 18 | Pskov                      | 29  | Veliki Novgorod          |
| 8  | Kashin          | 19 | Romanov                    | 30  | Iamburg                  |
| 9  | Koporie         | 20 | Rjeva pustaia (Zavolochie) | 31  | Iaroslavl                |
| 10 | Ladoga          | 21 | Rjeva Volodimirova         |     |                          |
| 11 | Luki Velikie    | 22 | Shlisselburg               |     |                          |

## Brasão de Armas

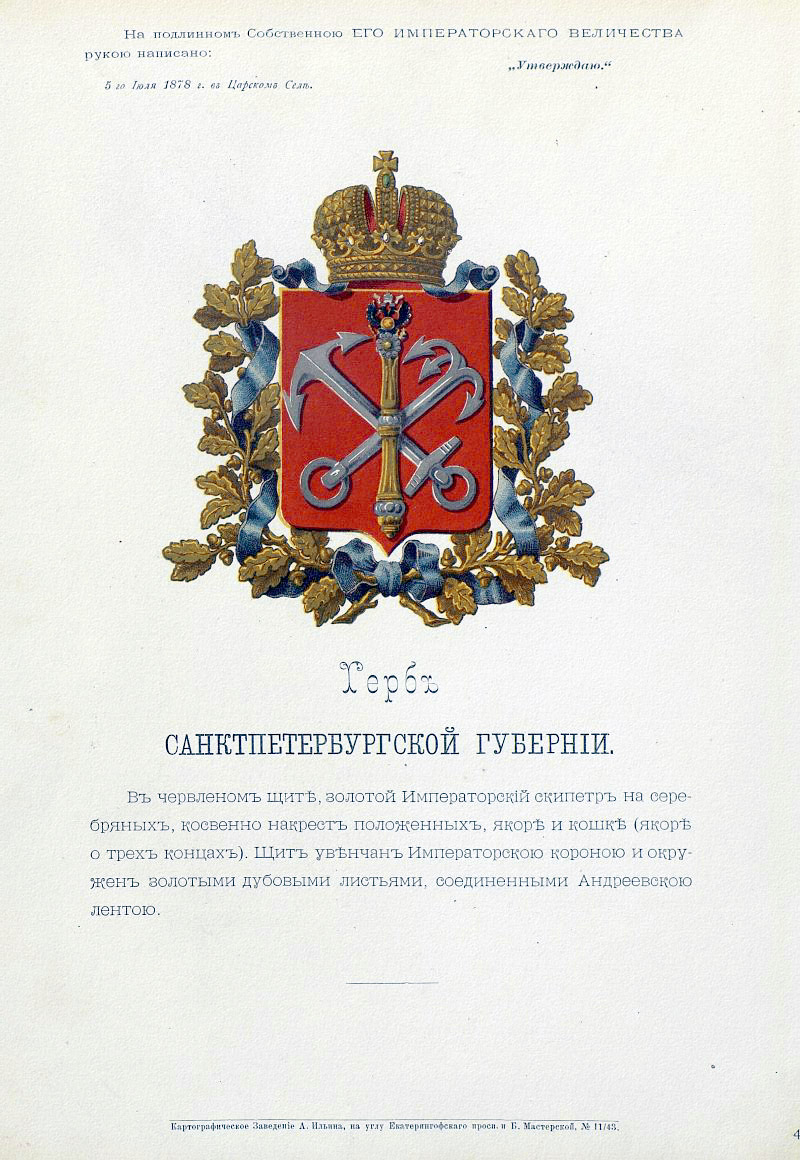
Brasão de armas do gubernia com descrição oficial, aprovado por Alexandre II (1878)

Inicialmente, o brasão do gubernia e de São Petersburgo era uma imagem de uma coluna e uma espada e uma chave cruzada sobre ela. O brasão posterior do Gubernia de São Petersburgo, baseado no brasão de armas de São Petersburgo, adotado em 1857, foi aprovado em 5 de julho de 1878:
Em um escudo escarlate, um cetro imperial dourado em uma âncora de prata e um gato (âncora com três pontas) colocado obliquamente em uma cruz. O escudo é encimado pela coroa imperial e rodeado por folhas douradas de carvalho ligadas por uma fita de Santo André. (Coleção completa de leis do Império Russo, vol. LIII, lei nº 58684).
Sob o domínio soviético, o brasão de armas do gubernia não foi usado.